# Babići (Umag)
Babići is een dorp in Kroatië. Het ligt op het schiereiland Istrië en is onderdeel van de gemeente Umag. De Italiaanse naam van het dorp is Babici.

## Inwoners
In 2001 woonde er 456 mensen in Babići, dat is 168 per vierkante kilometer.